# Seznam mongolských chánů
Seznam mongolských chánů zahrnuje vládce, kteří od doby sjednocení mongolských kmenů panovali na území Mongolské říše a po ní následujících státních útvarů.

## Velký chán všech Mongolů
- Čingischán (1206–1227)
- Tolujchán – regent (1227–1229)
- Ögedej (1229–1241)
- Töregene Chátún – regentka (1241–1246)
- Güjük (1246–1248)
- Oghul Kajmiš – regentka (1248–1251)
- Möngke (1251–1259)
- Kublaj (1260–1294)

## Ílchanát
- Hülegü (1256–1265)
- Abaka Chán (1265–1282)
- Tekuder (1282–1284)
- Argun (1284–1291)
- Gaichatu (1291–1295)
- Bajdu (1295)
- Gazan (1295–1304)
- Oljeitu (1304–1316)
- Abú Saíd (1316–1335)
- Arpa Ke'un (1335–1336)
- Musa (1336–1337)
- Muhammad (1337–1338)

## Zlatá horda
- Bátú (1227–1255)
- Sartak (1255–1256)
- Ulaghči (1257)
- Berke (1257–1266)
- Mangu-Timur (1266–1282)
- Tuda-Mangu (1282–1287)
- Talabug (1287–1291)
- Tokta (1291–1312)
- Uzbek Chán (1312–1341)
- Tini Beg (1341–1342)
- Jani Beg (1342–1357)
- Berdi Beg (1357–1361)
- asi dvě desítky chánů, skutečnou moc držel emír Mamaj (1361–1380)
- Tochtamiš (1380–1395)
- Timur Qutlug (1395–1399?)
- Sejid Akhmed (1433? – ?)
- Machmud (1459–1465)
- Achmat (1465–1481)
- Šajk Ahmad (1481–1498, 1499–1502)
- Murtada (1498–1499)

## Čagatajský chanát
- Čagataj (1227–1242)
- Algu
- Barak Kaidu( –1301)
- Duwa
- Tuglug Timur (1347–1363)
- Tamerlán (1370–1405) dynastie Timurovců

## dynastie Jüan– Čínské císařství a Mongolský chanát
- Kublaj (1271–1294)
- Čingzong Timur (1294–1307)
- Kulug (1308–1311)
- Ajur (1311–1320)
- Šudipala Gegen (1321–1323)
- Jesün Temür (1321–1328)
- Tug Temür (1329–1332)
- Rinčinbal (1332)
- Togon Temür – Uchatu (1332–1368)

od 1368 dynastie Ming

## dynastie Jüan – Mongolský chanát
- Biligtu (Ajurširidar)
- Uškal – Toguš Timur
- Jorightu Jesuder
- Enge
- Elbeg Nigulesugči
- Gun Timur
- Orug Timur (Guiliči)
- Oljei Timur (Bunjaširi)
- Delbeg (Dalbag)
- Ojiradaj
- Adaj
- Tajisung (Toghtu Bukha)
- Esen Tajisi
- Markorgis (Ukagtu)
- Mulan
- Manduulun
- Bolchu Jinong (Bajan Mangu) (1487–1516)
- Dajan (Batú Mangu) (1487–1516)

Dále potomci Dajana, svrchovaní panovníci Čaktaru (pouze část mongolského chanátu). Ostatní chánové v Mongolsku měli vůči nim pouze vazalskou povinnost.
- Bodi Alag (1521?–1547)
- Daraj Godeng (1547–1557)
- Jasagta (1557–1592)
- Bujan Sečen (1592–1603)
- Lingdan Kutag (1604–1634)

Lingdanův syn Ejej se roku 1636 vzdal Hong Taidžimu, prvnímu mandžuskému císaři Číny z dynastie Čching.